# Смолянка (канал)

Смолянка — канал, що протікає в Чернігівській області, що з'єднує річку Вересоч (по її правому березі) та річку Остер (по її правому березі, за західною околицею міста Ніжин) в басейні Дніпра.
Довжина річки 11 км, а площа басейну — 103 км2.
Велика частина каналу протікає в урочищі Смолянка. Навколо каналу утворена дренажна система, яка доходить до таких сіл як Колісники, Каблуки, Бобрик, Зруб, Кукшин, Хомине.

## Цікаві факти
- На місці сучасного каналу у XIX столітті знаходилося велике болота Смоленка[3].